# Arielle Dombasle
Arielle Laure Maxime Sonnery (Hartford, Connecticut, 27 d'abril de 1953), coneguda com a Arielle Dombasle, és una vedet d'origen estatunidenc que ha treballat sobretot a França com a vedet (per exemple al Crazy Horse de París, amb el nom artístic de Dolores Sugar Rose) i artista de varietats, cantant, actriu de televisió (per exemple, a la sèrie Miami Vice) i a nombroses pel·lícules de cinema, guionista i directora de cinema. Des d'agost de 2010 té la seva pròpia empresa de consell i prestació artística, SARL AD Céleste. En 2007 va rebre la Legió d'Honor francesa de mans del Ministre de Cultura. En 2009 va presidir el jurat de Miss França. Des de 1993 és parella del filòsof Bernard-Henri Lévy.

## Discografia parcial
- 2000: Liberta (Disc d'Or)
- 2002: Extase (Disc d'Or)
- 2004: Amor Amor (Disc de Platí)
- 2006: C'est si bon (Disc d'Or)
- 2009: Glamour à mort.
- 2009: Chansons probables.

## Direcció de cinema
- 1982: Chassé-croisé
- 1988: Les pyramides bleues
- 2009: La traversée du désir

## Teatre
- 1985: Retour à Florence
- 2003: La Belle et la toute petite bête, adaptació de La Bella i la Bèstia.
- 2007: Don Quichotte contre l'Ange Bleu, òpera humorística basada en El Quixot